# قطعنامه ۱۴۸۵ شورای امنیت
قطعنامه ۱۴۸۵ شورای امنیت سازمان ملل متحد که در تاریخ ۳۰ مه ۲۰۰۳ تصویب شد، سندی بین‌المللی دربارهٔ بررسی وضعیت صحرای غربی است. این قطعنامه طی نشست ۴۷۶۵ام با ۱۵ رای موافق، ۰ مخالف و ۰ ممتنع تصویب شد.